# Koi No Yokan
| 전문가 평가      | 전문가 평가 |
| 총 점수          | 총 점수     |
| 출처             | 점수        |
| ---------------- | ----------- |
| 메타크리틱       | 86/100      |
| 평가 점수        |             |
| 출처             | 점수        |
| AbsolutePunk     | 9/10        |
| AllMusic         | [ 5 ]       |
| BBC Music        | favorable   |
| Drowned in Sound | 9/10        |
| Kerrang!         | [ 8 ]       |
| Loudwire         | [ 9 ]       |
| NME              | 8/10        |
| Slant Magazine   | [ 11 ]      |
| Spin             | 7/10        |
| Sputnikmusic     | 4.4/5       |

《Koi No Yokan》은 미국의 얼터너티브 메탈 밴드 데프톤스의 일곱 번째 스튜디오 음반으로, 2012년 11월 12일, 리프리즈 레코드에 의해 발매되었다. 제목은 일본어로 "恋の予感"을 뜻하는 "사랑의 예감"에서 따온 것이다.
《Koi No Yokan》은 발매 후 비평가들로부터 폭넓은 찬사를 받았고, 발매 첫 주에 6만 5천 장 이상이 팔리며 미국 빌보드 200에서 11위로 데뷔했다. 닐슨 사운드스캔에 따르면, 이 음반은 지금까지 미국에서 200,000장 이상 팔렸다.

## 배경
밴드의 프론트맨인 치노 모레노는 그들의 이전 음반인 《Diamond Eyes》보다 베이시스트 세르지오 베가의 아이디어의 기여가 증가했다고 지적하며, 이 음반을 "다이내믹한" 소음으로 특징지었다.
녹음 프로세스의 큰 변화는 프랙탈 오디오 시스템 Axe-Fx 프리 앰프/이펙트 프로세서를 사용하여 여러 개의 선외기 암페어 및 페달의 사운드를 생성하고 다양한 톤을 사용할 수 있게 되었다. 베가는 이 그룹이 "프랙탈을 호텔 방으로 데려와서 소프트웨어로 실행하고 아이디어를 기록하고 나중에 구체화할 수 있었다"고 말했다. 이 그룹은 기타, 베이스, 보컬을 추적한 후 드럼을 녹음하고 기타, 베이스, 보컬을 대체했다. 베가는 "모든 것이 유기농"이라고 확인했다.

## 구성
"얼터너티브 메탈 분위기"로 묘사되는 이 음악은 밴드의 이전 음반 《Saturday Night Wrist》 (2006년)와 《Diamond Eyes》 (2010년)의 실험적인 요소들을 포함하고 있으며, 헤비 메탈 (둠 메탈과 그루브 메탈 포함), 얼터너티브 록, 슈게이징, 드림 팝, 하드코어 펑크, 포스트 록, 프로그레시브 록의 요소들을 포함하고 있다.

## 투어
이 밴드는 2012년 10월 9일, 투어를 시작했고 11월 21일, 로스앤젤레스에서 막을 내렸다. 이 밴드는 음반이 발매되기 전에 팬들이 음악을 경험할 수 있도록 하는 것을 목표로 하여 1,000명에서 4,000명 사이의 공연장에서 연주했다.

## 상업적 성과
이 음반은 빌보드 200에서 11위, 톱 록 음반에서 5위로 데뷔하여 첫 주에 65,000장이 팔렸다. 이 음반은 2016년 3월, 현재 미국에서 214,000장이 팔렸다.

## 곡 목록
모든 곡들은 데프톤스에 의해 작사/작곡하였다.
| #   | 제목                      | 재생 시간 |
| --- | ------------------------- | --------- |
| 1.  | 〈Swerve City〉           | 2:44      |
| 2.  | 〈Romantic Dreams〉       | 4:38      |
| 3.  | 〈Leathers〉              | 4:08      |
| 4.  | 〈Poltergeist〉           | 3:31      |
| 5.  | 〈Entombed〉              | 4:59      |
| 6.  | 〈Graphic Nature〉        | 4:32      |
| 7.  | 〈Tempest〉               | 6:05      |
| 8.  | 〈Gauze〉                 | 4:41      |
| 9.  | 〈Rosemary〉              | 6:53      |
| 10. | 〈Goon Squad〉            | 5:40      |
| 11. | 〈What Happened to You?〉 | 3:53      |